# Площа Героїв Чернігова
Пло́ща Геро́їв Черні́гова — площа в Деснянському районі міста Києва. Розташована на розі вулиць Радунської та Милославської.

## Історія
18 січня 2024 року Київська міська рада присвоїла безіменній площі на розі вулиць Радунської та Милославської назву «площа Героїв Чернігова».